# Menhir von Ober-Mörlen
Der Menhir von Ober-Mörlen ist ein vorgeschichtlicher Menhir bei Ober-Mörlen im Wetteraukreis in Hessen. Der vergrabene Stein wurde 1975 entdeckt und wieder aufgerichtet.

## Lage
Der Stein befindet sich nördlich von Ober-Mörlen, etwa auf halber Strecke nach Ostheim auf einem Feld und ist über einen Feldweg erreichbar und von einer Baumgruppe umstanden. Er liegt auf leicht abfallendem Gelände 2,5 km nordöstlich des Galgenbergs. Sein Aufstellungsort befindet sich 750 m westlich des Fundorts.

## Beschreibung
Der Menhir besteht aus Brekzie, die vor allem aus Milchquarz, Kappenquarzen und Schiefergeröllen zusammengesetzt ist; das Material stammt vom nahe gelegenen Galgenberg. Der Stein ist plattenförmig und oben abgerundet. Er hat eine Höhe von 250 cm, eine Breite von 200 cm und eine Tiefe von 110 cm.